# HFC
A fluorozott szénhidrogének (HFC-k) üvegházhatású gázok, melyek a globális felmelegedést gyorsítják. Közéjük tartozik a HFC-23, melynek képlete CHF3, a HFC-134a, melynek képlete CH2F–CF3, a HFC-143a, melynek képlete C2H3F3. Ezek a legismertebbek, de van még számos gáz, amely ide tartozik:
| Gáz          | Képlet       | GWPa  |
| ------------ | ------------ | ----- |
| HFC-23       | CHF3         | 12000 |
| HFC-32       | CH2F2        | 550   |
| HFC-41       | CH3F         | 97    |
| HFC-43-10mee | C5H2F10      | 1500  |
| HFC-125      | C2HF5        | 3400  |
| HFC-134      | C2H2F4       | 1100  |
| HFC-134a     | CH2FCF3      | 1300  |
| HFC-152a     | C2H4F2       | 120   |
| HFC-143      | C2H3F3       | 330   |
| HFC-143a     | C2H3F3       | 4300  |
| HFC-227ea    | C3HF7        | 3500  |
| HFC-236cb    | CH2FCF2CF3   | 1300  |
| HFC-236ea    | CHF2CHFCF3   | 1200  |
| HFC-236fa    | C3H2F6       | 9400  |
| HFC-245ca    | C3H3F5       | 640   |
| HFC-245fa    | CHF2CH2CF3   | 950   |
| HFC-365mfc   | CF3CH2CF2CH3 | 890   |